# Eva-Maria Grein von Friedl
Eva-Maria Grein von Friedl (* 26. März 1980 als Eva-Maria Grein in Miltenberg) ist eine deutsche Schauspielerin und Musicaldarstellerin.

## Leben und Karriere
Seit ihrer frühen Kindheit besuchte Grein eine Ballettschule, später nahm sie auch Jazz-, Modern-Dance- und Stepptanzunterricht und private Gesangsstunden bei Dozenten der Hochschule für Musik Würzburg.
Nach dem Abitur in Aschaffenburg war sie Gaststudentin am Broadway Dance Studio und am Alvin Ailey American Dance Center in New York. Von 1999 bis 2003 studierte sie Musical an der Bayerischen Theaterakademie August Everding in München. Sie trat in zahlreichen Bühnenproduktionen der Akademie auf.
In den Kinofilmen Mädchen, Mädchen 2 – Loft oder Liebe und Aus der Tiefe des Raumes hatte Grein erste Auftritte vor der Kamera. Einem größeren Fernsehpublikum wurde sie in der Rolle der Tessa Thalbach in der Telenovela Tessa – Leben für die Liebe sowie als Hochzeitsplanerin Marie Andresen im Traumschiff-Ableger Kreuzfahrt ins Glück bekannt. Von 2009 bis 2010 moderierte sie Die Frühlingsshow im ZDF.
Grein lernte 2006 bei den Dreharbeiten zur Telenovela Tessa – Leben für die Liebe den Schauspielkollegen Christoph von Friedl (bürgerlich: Christoph Friedl) kennen, den sie im Sommer 2010 heiratete. Sie tritt seither unter dem Künstlernamen Eva-Maria Grein von Friedl auf.

## Filmografie
- 2004: Mädchen, Mädchen 2 – Loft oder Liebe
- 2004: Aus der Tiefe des Raumes
- 2005: Bis in die Spitzen (Fernsehserie, 1 Folge)
- 2005–2006: Tessa – Leben für die Liebe (Fernsehserie, alle Folgen)
- 2007–2011: Kreuzfahrt ins Glück (Fernsehserie, 14 Folgen)
- 2007: Inga Lindström – Vickerby für immer
- 2007: Der Mann im Heuhaufen
- 2007: Rosamunde Pilcher: Der Mann meiner Träume
- 2008: Im Tal der wilden Rosen – Fluss der Liebe
- 2008: ProSieben Funny Movie: Dörte’s Dancing
- 2009: Utta Danella – Schokolade im Sommer
- 2010–2024: Die Rosenheim-Cops (Fernsehserie, 6 Folgen, verschiedene Rollen)
- 2010: Das Traumhotel – Chiang Mai
- 2010–2014: Um Himmels Willen (Fernsehserie, 2 Folgen, verschiedene Rollen)
- 2010–2024: Die Bergretter (Fernsehserie, 3 Folgen, verschiedene Rollen)
- 2011–2013: IK1 – Touristen in Gefahr (Fernsehreihe)
- 2012: Inga Lindström: Ein Lied für Solveig
- 2012: Alles außer Liebe
- 2013–2021: SOKO Kitzbühel (Fernsehserie, 2 Folgen, verschiedene Rollen)
- 2013: Alarm für Cobra 11 – Die Autobahnpolizei (Fernsehserie, 1 Folge)
- 2013–2020: SOKO München (Fernsehserie, 2 Folgen, verschiedene Rollen)
- 2014: Die Familiendetektivin (Fernsehserie, 1 Folge)
- 2014: Utta Danella – Von Kerlen und Kühen
- 2014: 8 Minuten (Kurzfilm)
- 2014: Weißblaue Geschichten (Fernsehserie, 1 Folge)
- 2015: Männer! – Alles auf Anfang (Miniserie)
- 2015: Aktenzeichen XY … ungelöst (Fernsehreihe, 1 Folge)
- 2015: Jana und der Buschpilot
- 2016: Notruf Hafenkante (Fernsehserie, 2 Folgen)
- 2017: SOKO Stuttgart (Fernsehserie, 1 Folge)
- 2017–2022: Hubert und Staller (Fernsehserie, 2 Folgen, verschiedene Rollen)
- 2017: SOKO Köln (Fernsehserie, 1 Folge)
- 2018: Inga Lindström: Vom Festhalten und Loslassen
- 2018: SOKO Wismar (Fernsehserie, 1 Folge)
- 2018: Rosamunde Pilcher: Das Geheimnis der Blumeninsel
- 2018–2022: Der Ranger – Paradies Heimat (Fernsehreihe, alle Folgen)
- 2022: In aller Freundschaft – Die jungen Ärzte (Fernsehserie, 1 Folge)
- 2022: Inga Lindström – Der Autor und ich
- 2022: SOKO Wien (Fernsehserie, 1 Folge)
- 2024: In aller Freundschaft (Fernsehserie, 1 Folge)
- 2024: Für immer Sommer – Ein neues Leben
- 2025: Watzmann ermittelt (Fernsehserie, 1 Folge)
- 2025: Sturm der Liebe (Fernsehserie)

## Bühne (Auswahl)
- 2001: King Arthur, Prinzregententheater München
- 2002: Hello Dolly, Staatstheater am Gärtnerplatz München
- 2002: On the Town, Prinzregententheater München
- 2003–2004: West Side Story, Seebühne Bregenz
- 2004: City Of Angels, Theater Erfurt
- 2004: Sekretärinnen, Tourneetheater Landgraf
- 2004–2005: Schwejk, Theater am Kurfürstendamm Berlin
- 2005: Swinging Berlin, Theater am Kurfürstendamm Berlin
- 2008: Das Apartment, Theater am Kurfürstendamm Berlin
- 2011: Der blaue Engel, Theater am Kurfürstendamm Berlin
- 2018: Arthur und Claire, Komödie im Bayerischen Hof München